# حسن الحبيب
حسن جمال الحبيب لاعب كرة قدم سعودي، يلعب في مركز خط الوسط في نادي الدرعية.

## مسيرة اللاعب
كانت بداياته في الفئات السنية في نادي العدالة ولعب بعد ذلك مع نادي الاتفاق، ثم لعب بعدها مع نادي الحزم ونادي الفتح ونادي العدالة ونادي الأخدود ونادي الدرعية،

## مسيرته الدولية
في عام 2019، شارك اللاعب حسن الحبيب مع منتخب السعودية لكرة القدم ضد منتخب الإمارات العربية المتحدة لكرة القدم في مباراة الودية المقامة في استاد آل نهيان.

## الحياة الشخصية
هو شقيق اللاعب أحمد الحبيب.

## الإحصائيات

### النادي
آخر تحديث 26 أكتوبر 2020.
| النادي        | الموسم        | الدوري             | الدوري | الدوري    | كأس خادم الحرمين الشريفين | كأس خادم الحرمين الشريفين | كأس ولي العهد | كأس ولي العهد | المجموع | المجموع |
| النادي        | الموسم        | القسم              | الظهور | المباريات | الظهور                    | الأهداف                   | الظهور        | الأهداف       | الظهور  | الأهداف |
| ------------- | ------------- | ------------------ | ------ | --------- | ------------------------- | ------------------------- | ------------- | ------------- | ------- | ------- |
| الاتفاق       | 2014–15       | دوري الدرجة الأولى | 10     | 0         | 0                         | 0                         | 2             | 0             | 12      | 0       |
| الاتفاق       | 2015–16       | دوري الدرجة الأولى | 12     | 3         | 1                         | 0                         | 1             | 0             | 14      | 3       |
| الاتفاق       | 2016–17       | دوري المحترفين     | 13     | 0         | 1                         | 0                         | 0             | 0             | 14      | 0       |
| الاتفاق       | 2017–18       | دوري المحترفين     | 6      | 0         | 1                         | 0                         | —             | —             | 7       | 0       |
| الاتفاق       | 2018–19       | دوري المحترفين     | 18     | 3         | 2                         | 0                         | —             | —             | 20      | 3       |
| الاتفاق       | المجموع       | المجموع            | 59     | 6         | 5                         | 0                         | 3             | 0             | 67      | 6       |
| الحزم         | 2019–20       | دوري المحترفين     | 19     | 1         | 0                         | 0                         | —             | —             | 19      | 1       |
| الفتح السعودي | 2020–21       | دوري المحترفين     | 2      | 0         | 0                         | 0                         | —             | —             | 2       | 0       |
| المجموع الكلي | المجموع الكلي | المجموع الكلي      | 80     | 7         | 5                         | 0                         | 3             | 0             | 88      | 7       |

1. ↑  ألغيت في  19 سبتمبر 2017

### الدولية
آخر تحديث 26 أكتوبر 2020.
| السعودية | السعودية  | السعودية |
| العام    | المباريات | الأهداف  |
| -------- | --------- | -------- |
| 2018     | 0         | 0        |
| 2019     | 2         | 0        |
| المجموع  | 2         | 0        |

## روابط خارجية
- حسن الحبيب على موقع Soccerway.com (الإنجليزية)